# Jim Costa
James Manuel Costa (ur. 13 kwietnia 1952 we Fresno) – amerykański polityk, członek Partii Demokratycznej.

## Działalność polityczna
Od 1978 do 1994 zasiadał w Zgromadzeniu Stanowym Kalifornii, a następnie do 2002 w Senacie stanu Kalifornia. W okresie od 3 stycznia 2005 do 3 stycznia 2013 przez cztery kadencje był przedstawicielem 20. okręgu, a od 3 stycznia 2013 jest przedstawicielem 16. okręgu wyborczego w stanie Kalifornia w Izbie Reprezentantów Stanów Zjednoczonych.